# Dialeurodes razalyi
Dialeurodes razalyi là một loài côn trùng cánh nửa trong họ Aleyrodidae, phân họ Aleyrodinae.
Dialeurodes razalyi được Corbett miêu tả khoa học đầu tiên năm 1935.